# Kwartalnik Historii Żydów
Kwartalnik Historii Żydów – periodyk ukazujący się od 2001 w Warszawie. Wydawcą jest Żydowski Instytut Historyczny.
Pismo jest kontynuacją periodyku „Biuletyn Żydowskiego Instytutu Historycznego”. Publikowane w nim artykuły dotyczące historii Żydów w Polsce, ze szczególnym uwzględnieniem okresu II wojny światowej. Publikuje artykuły autorów polskich i zagranicznych, także w języku angielskim i niemieckim. Bibliografia zawartości za lata 2001–2010 znajduje się w numerze 3 (239) z września 2011 roku.